# Stadtarchiv Lemgo

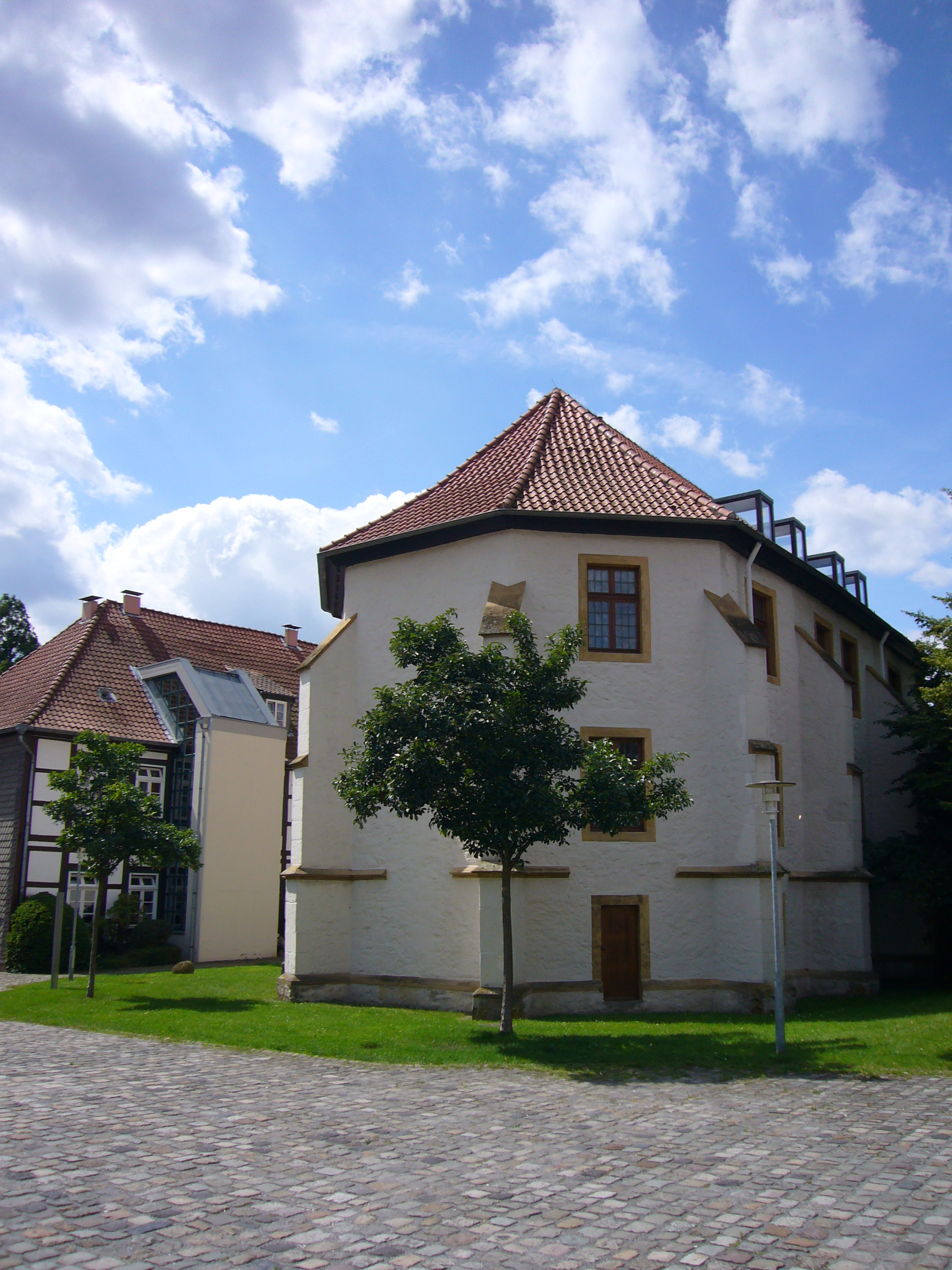
Gebäude des Stadtarchivs Lemgo (Süsterhaus)

Das Stadtarchiv Lemgo ist das zentrale Archiv der Stadt Lemgo im Kreis Lippe, das über etwa 800 laufende Meter Unterlagen (Urkunden, Akten, Fotos, Karten, Pläne und Filme) zur Geschichte Lemgos verfügt. Das Archiv befindet sich im sogenannten Süsterhaus, der Kapelle des ehemaligen Augustinerinnenklosters, in der Nähe der Sparkasse.

## Bestände
Siehe die Beständeübersicht auf dem Archivportal NRW.

## Bibliothek
Das Stadtarchiv verfügt über eine umfangreiche Dienstbibliothek zu Themen der Lemgoer und Lippischen Geschichte. Es handelt sich um eine Präsenzbibliothek, die den Benutzern des Stadtarchivs während der Öffnungszeiten zur Verfügung steht. Die Buchbestände sind bisher durch einen Zettelkatalog nach Titel, Autor und Schlagwort erschlossen.
Seit 1955 hält die Bibliothek des Stadtarchivs die historischen Buchbestände des Engelbert-Kaempfer-Gymnasiums. Es handelt sich um rund 2000 Titel, darunter auch 70 Inkunabeln, mit den Schwerpunkten des 16. und 17. Jahrhunderts.

## Veröffentlichungen des Stadtarchivs
1. Beiträge zur Geschichte der Stadt Lemgo 

- Bd. 1. Günter Rhiemeier: Hörstmar – Vom Urdorf zur ländlichen Wohngemeinde. 1989
- Bd. 2. Peter Johanek und Herbert Stöwer (Hg.): 800 Jahre Lemgo – Aspekte der Stadtgeschichte. 1990
- Bd. 3. Günter Rhiemeier: Trophagen – Gegenwart und Geschichte einer kleinen Hagensiedlung. 1991
- Bd. 4. Gisela Wilbertz, Gerd Schwerhoff, Jürgen Scheffler (Hg.): Hexenverfolgung und Regionalgeschichte – Die Grafschaft Lippe im Vergleich. 1994
- Bd. 5. Gisela Wilbertz und Jürgen Scheffler (Hg.): Biographieforschung und Stadtgeschichte: Lemgo in der Spätphase der Hexenverfolgung. 2000

 2. Forum Lemgo – Schriften zur Stadtgeschichte 

- Heft 1. Karla Raveh: Überleben – Der Leidensweg der jüdischen Familie Frenkel aus Lemgo. 1986
- Heft 2. M. Brandl/T. Koch: Die Geschichte des Lippegartens in Lemgo. 1988
- Heft 3. Juden in Lemgo und Lippe – Kleinstadtleben zwischen Emanzipation und Deportation. 1988
- Heft 4. Friedrich Huneke: Die Lippischen Intelligenzblätter (Lemgo 1767 - 1799). 1989
- Heft 5. Hanne und Klaus Pohlmann: Kontinuität und Bruch – Nationalsozialismus und die Kleinstadt Lemgo. 1990
- Heft 6. Martin Luchterhandt: Modernisierung einer Kleinstadt – Lemgo 1850 - 1900. 1990
- Heft 7. Marianne Bonney: Wie alles sich zum Ganzen webt ... Kantor Walther Schmidt und sein Lebenswerk. 1992
- Heft 8. Günter Rhiemeier: 700 Jahre Armenfürsorge in Lemgo. 1993
- Heft 9. Eike Stiller: Willy Langenberg – Arbeitersportler im Widerstand in Lippe. 2000